# Laocoetis perion
Laocoetis perion is een sponssoort in de taxonomische indeling van de glassponzen (Hexactinellida). De spons leeft diep in zee. Het skelet van de spons bestaat uit spicula van kiezel.
De spons behoort tot het geslacht Laocoetis en behoort tot de familie Craticulariidae. De wetenschappelijke naam van de soort werd voor het eerst geldig gepubliceerd in 1986 door Lévi.